# Стрейнджер-Кі (острів)
Стре́йнджер-Кі (Стрейнджерс-Кі, англ. Stranger Cay) — рівнинний острів в складі Багамських островів. В адміністративному відношенні відноситься до району Гранд-Кі.
Острів розташований на півночі архіпелагу Абако за 12 км на північ від острова Великий Сейл-Кі. Острів рівнинний, видовженої форми. Південно-східна частина дещо ширша, тут розташоване озеро-лагуна. Має довжину 3,7 км, ширину 250—700 м. Висота на півдні — 15 м. Північний край звужений і утворює мис Бор-Хог.
Острів знаходиться у приватній власності — він належить американському зірковому подружжю Бейонсе та Jay-Z.